# Elisabeth Böckel
Pour les articles homonymes, voir Böckel.
Elisabeth Böckel est une patineuse artistique allemande.
Elle est médaillée de bronze en individuel dames lors des Championnats du monde de patinage artistique 1925 à Davos.

## Palmarès
| Compétition                                       | 1919 | 1920 | 1921 | 1922 | 1923 | 1924 | 1925 | 1926 | 1927 |
| Jeux olympiques d'hiver                           |      |      |      |      |      |      |      |      |      |
| Championnats du monde                             | CA   | CA   | CA   |      |      |      | 3e   | 4e   |      |
| Championnats d'Allemagne                          | 3e   | 3e   | 2e   | 3e   | 2e   | F    | 2e   | F    | 2e   |
| Légende : F = Forfait ; CA = Championnats annulés |      |      |      |      |      |      |      |      |      |